# 廖敏竣
廖敏竣（1988年1月27日—），臺中人，台灣男子羽球運動員，隸屬亞柏羽球隊，專攻雙打項目，曾與多位選手搭配在中華民國全國羽球排名賽贏得六次男子雙打冠軍和兩次混合雙打冠軍，以及兩次中華民國全國運動會羽球比賽男雙金牌，其中與蘇敬恒的男雙組合為成績最優者，兩人生涯最佳世界排名為第十位（2018年8月2日），曾在2017年獲得荷蘭公開賽冠軍，以及在2018年於世界羽聯世界巡迴賽超級1000級別的印尼公開賽晉級四強。2023年1月宣布退役。

## 選手生涯

### 2009-2011年：搭檔吳俊緯
廖敏竣與他的第一位固定男雙搭檔吳俊緯，以及長年合作的混雙搭檔陳曉歡，都是在2009年首次搭配參加全國羽球排名賽，且都是以第六名成績作收。同年，廖敏竣／吳俊緯在該年的馬來西亞國際挑戰賽晉級四強。

#### 首奪排名賽冠軍
2010年，廖／吳二人在國內有不錯的斬獲，他們在7月舉行的第二次全國羽球排名賽獲得個人與所屬亞柏羽球隊創隊以來第一座甲組排名賽冠軍，藉此入選同年11月在廣州舉辦的2010年亞洲運動會的男子團體參賽名單，這也是他首次參加大型國際賽事，最終中華台北代表隊在羽毛球比賽男子團體項目止步八強。而在國際賽場，當時世界排名第111位的廖敏竣／吳俊緯曾在3月的德國公開賽首輪爆冷擊敗世界排名第八位的馬來西亞名將钟腾福／李万华，以及在10月的印尼黃金大獎賽晉級四強。

#### 二奪排名賽冠軍
在這之後，廖敏竣在國內仍有不錯的成績，與吳俊緯在2011年的兩次全國排名賽獲得一冠一亞，廖／吳組合也憑藉排名賽成績再度入選2011年世大運代表隊，在其參加的男子雙打與混合團體項目皆獲得銅牌。混合雙打方面，廖敏竣也與陳曉歡在該年奪得搭檔以來首次全國排名賽混雙冠軍，也取得該年世錦賽混雙項目參賽資格，生涯首度在世錦賽出場，最終在首輪遭到淘汰。

### 2012-2013年：首奪國際賽冠桂
2012年，吳俊緯轉隊至合庫，此後廖敏竣陸續與蘇義能、楊博涵、黃柏睿等人搭配參加男子雙打賽事。這段期間，他與楊博涵在越南國際挑戰賽獲得其職業生涯第一座國際賽冠軍，也曾與黃柏睿在大阪國際挑戰賽晉級四強。另外，他與陳曉歡除了在越南、大阪兩戰國際挑戰賽晉級四強，更在2013年底的越南黃金大獎賽贏得亞軍。

### 2014-2015年：搭檔曾敏豪

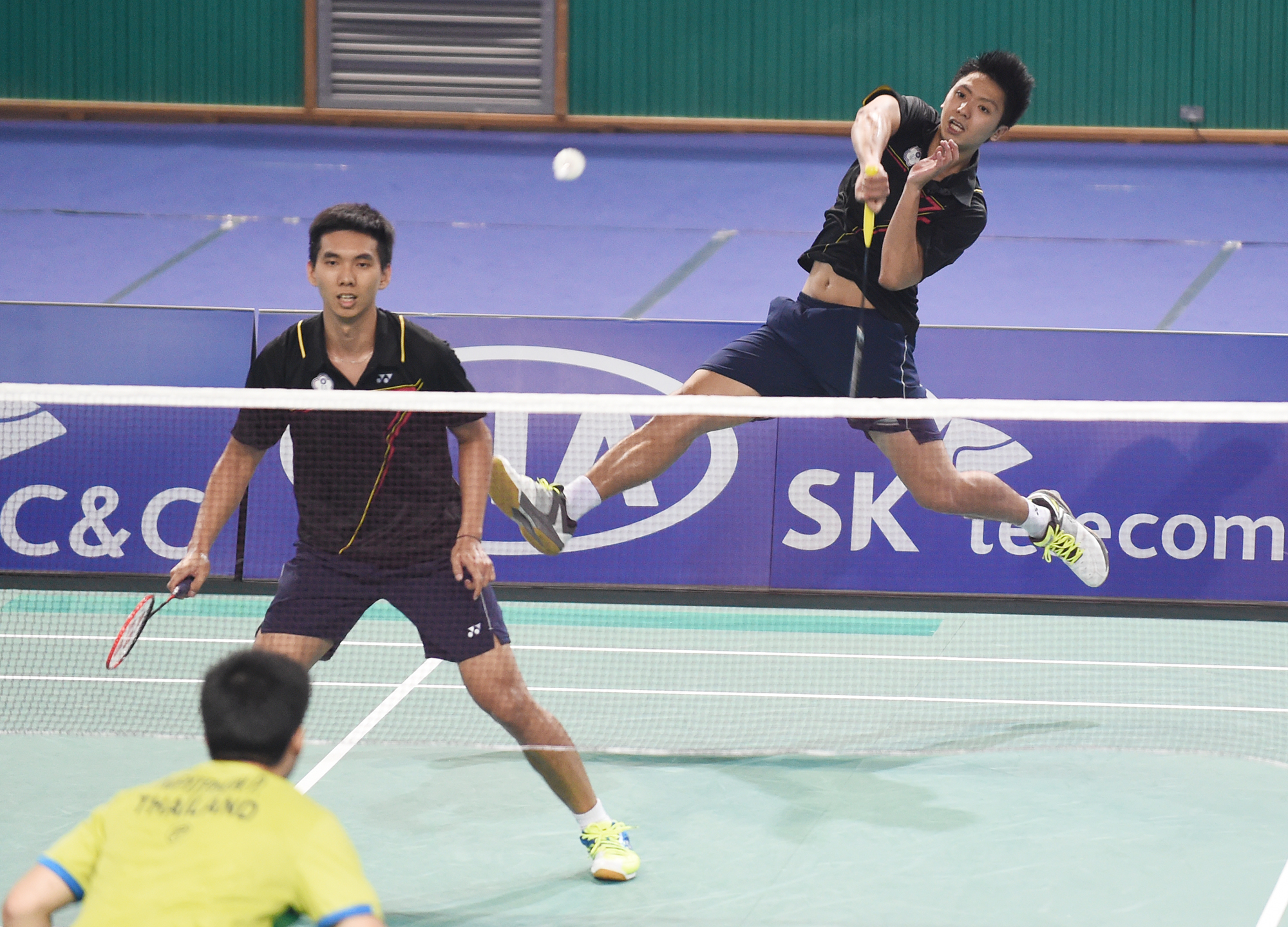
廖敏竣、曾敏豪於2015年光州世大運

#### 加拿大公開賽獲亞
廖敏竣自2013年開始與曾敏豪搭檔參加男雙賽事。2014年1月，廖敏竣／曾敏豪搭檔以來首次參加全國排名賽便取得冠軍，並在6月的第二次排名賽成功連霸，兩人也獲得仁川亞運會代表隊資格，助中華隊在男子團體項目獲得銅牌，為隊史最佳成績。這一年，廖／曾在國際賽也有不錯的表現，在背靠背舉辦的加拿大公開賽和美國公開賽，他們先是在加拿大晉級決賽，最終敗於另一台灣組合梁睿緯／呂佳彬，之後在美國不敵丹麥組合瑪蒂亞斯·鮑伊／卡斯騰·摩根森，止步四強，為兩人搭檔最佳成績。

#### 三奪排名賽冠軍、全運會男雙金牌
2015年4月，當時世界排名第46的廖敏竣／曾敏豪在中國大師賽十六強賽事爆冷以2比0（21-17、23-21）擊敗世界排名第七的第一種子劉小龍／邱子瀚，再於八強賽擊敗馬來西亞的雲天豪／林欽華晉級準決賽，最終他們以直落二不敵第四種子王懿律／張穩，止步四強，追平二人搭檔以來最佳成績。7月，廖敏竣第二度代表中華台北（長榮大學）出戰在韓國光州市舉行的世界大學生運動會羽毛球比賽男子團體、男子雙打項目，最終皆止步八強。在這年，廖敏竣除了在第二次全國排名賽第三度贏得男子雙打冠軍，也另外與李勝木搭檔，代表臺中市奪得全國運動會羽球比賽男雙金牌。

### 2016-2020年：搭檔蘇敬恒

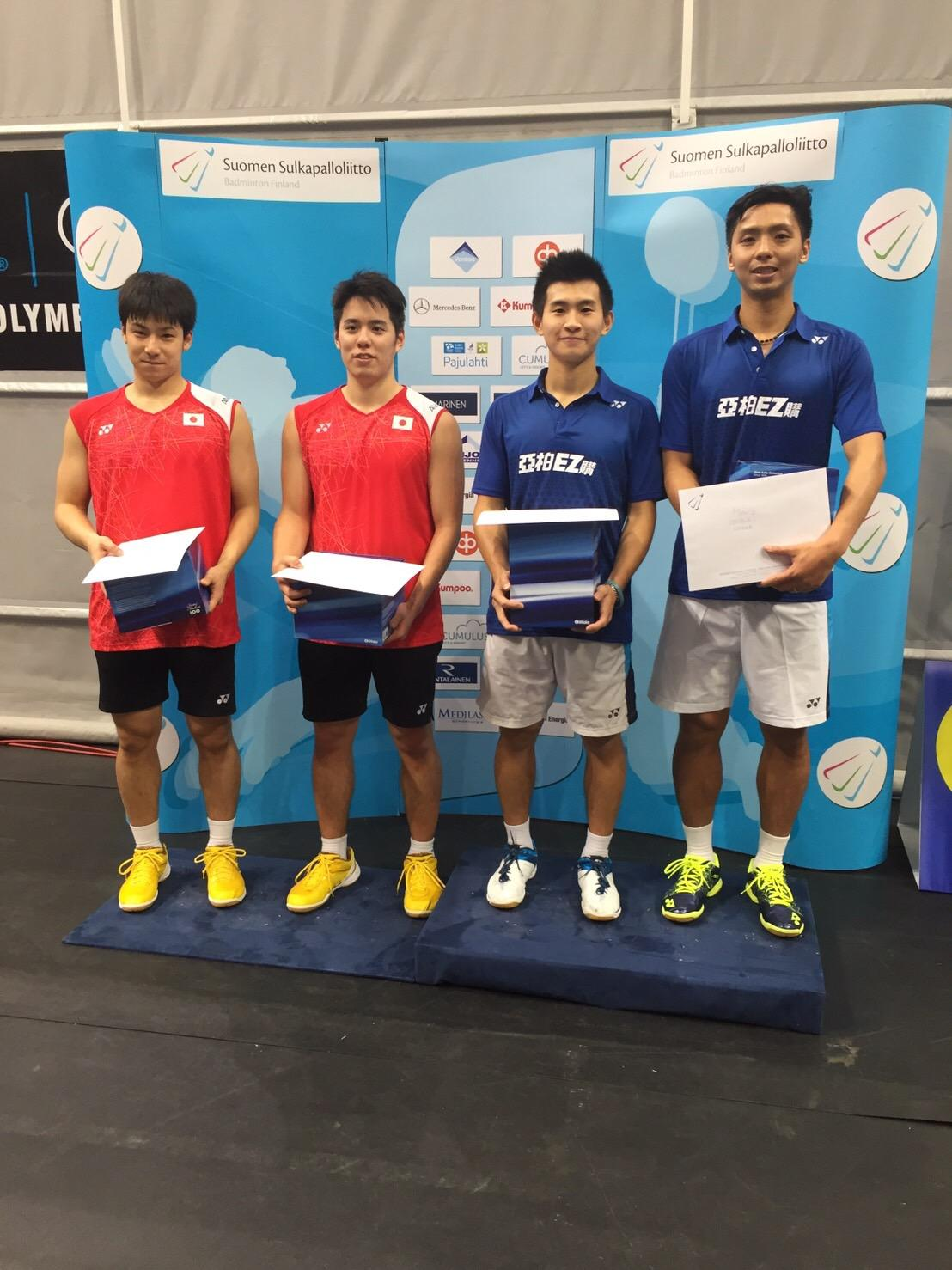
廖敏竣與蘇敬恒獲得2017年芬蘭公開賽冠軍

#### 搭檔後國際賽首冠
邁入2016年，廖／曾兩人陷入低潮，讓廖敏竣一度萌生退役的念頭，之後在所屬球隊亞柏的安排下改與蘇敬恒搭配。年杪12月，廖敏竣／蘇敬恒在背靠背舉行的兩項國際挑戰賽級別賽事接連闖入決賽，他們先是在威爾斯國際賽男雙決賽擊敗隊友廖冠皓／呂佳彬，獲兩人搭配首冠，緊接著在隔週舉辦的愛爾蘭公開賽決賽，兩人不敵德國組合詹森／茲沃涅，收穫亞軍。

#### 荷蘭大獎賽奪冠

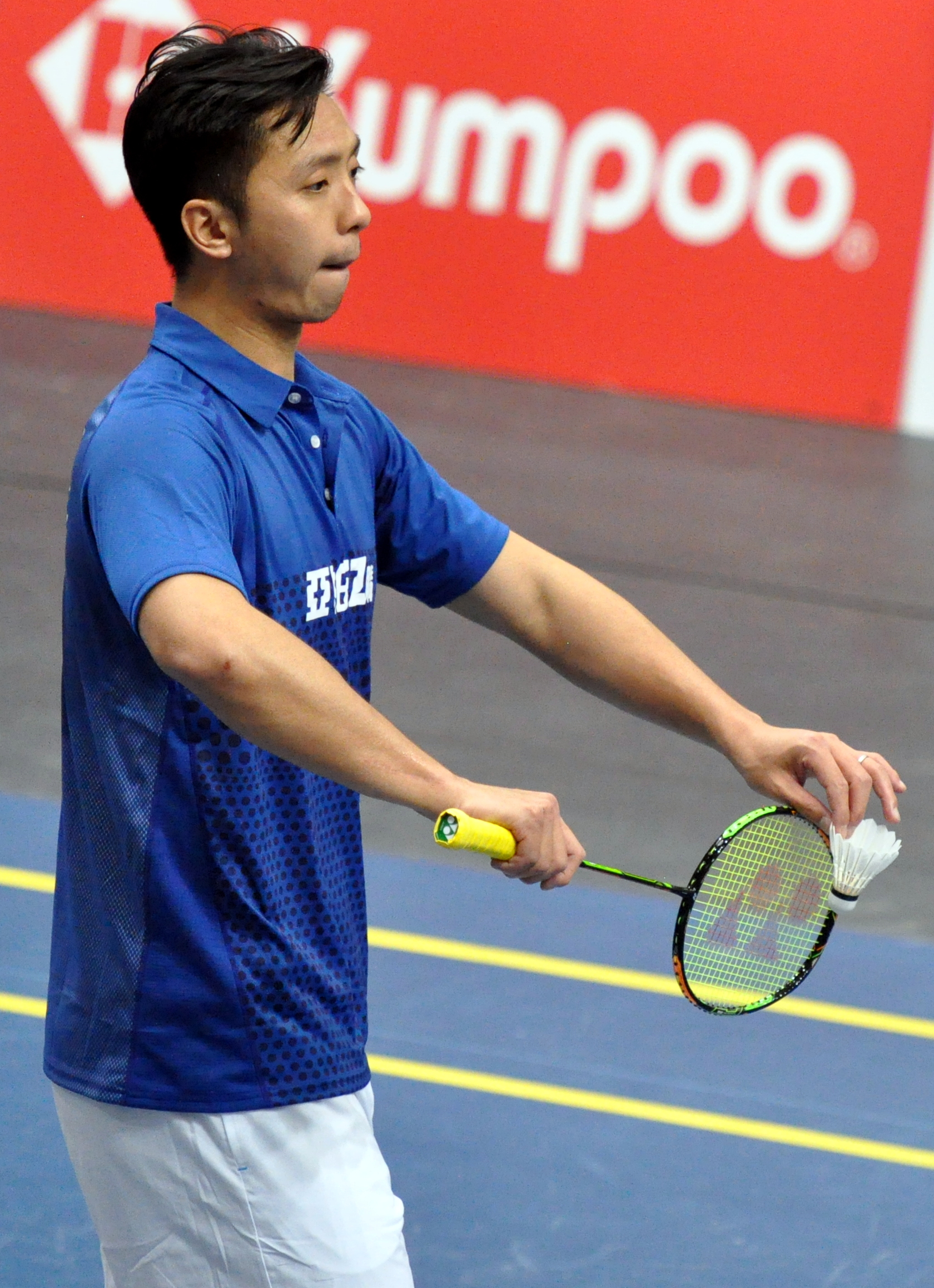
廖敏竣準備發球

2017年1月，廖敏竣／蘇敬恒在第一次全國排名賽奪下搭檔後第一座甲組排名賽冠軍。3月底至4月，廖敏竣與蘇敬恒前往歐洲連續參加三站賽事。兩人先在第一站波蘭公開賽晉級四強，再於奧爾良國際挑戰賽及芬蘭公開賽決賽分別擊敗印尼、日本選手，連續兩站折桂。時至8月，由於在台北市舉辦的2017年夏季世界大學運動會與2017年世錦賽撞期，部分選手因而放棄世錦賽參賽資格，使廖／蘇得以候補資格參賽，兩人最終不敵中國的劉成／張楠，止步16強。在9月的越南公開賽，廖／蘇首度晉級大獎賽級別決賽，但以1比2（21-12、16-21、21-23）敗於印尼的邦卡亞尼拉／桑托索。隔月，兩人再度晉級同為大獎賽級別的荷蘭公開賽決賽，並以直落二擊敗日本的井上拓斗／金子祐樹奪冠。年杪，兩人於韓國大師賽晉級四強。

#### 印尼公開賽四強
2018年3月，廖敏竣與蘇敬恒在全英公開賽首輪及次輪連續擊敗世錦賽男雙冠軍得主劉成／張楠及穆罕默德·阿赫桑／亨德拉·塞蒂亞萬，最後於八強敗於日本的遠藤大由／渡邊勇大。7月，廖／蘇在超級1000賽級別的印度尼西亞公開賽一路擊敗2016年奧運銀牌得主鮑伊／摩根森、遠藤大由／渡邊勇大等組合闖入準決賽，最後不敵井上拓斗/金子祐樹，寫下兩人搭檔以來最佳成績。時至8月，廖敏竣／蘇敬恒的排名首度進入世界前十（2018年8月2日），而在同月舉辦的世錦賽則再度止步16強。10月，他們在中華台北公開賽晉級決賽，最後以0比2（20-22、9-21）敗於隊友陳宏麟／王齊麟。
廖敏竣／蘇敬恒相較於其他男雙組合，在2018年賽季雖無特別突出的表現，但憑藉幾乎參加每站賽事和穩定的成績獲得年終總決賽參賽資格。兩人在小組預賽前兩場先後敗於隊友陳宏麟／王齊麟、印尼的穆罕默德·阿赫桑／亨德拉·塞蒂亞萬，最後雖然擊敗小組第一的日本組合遠藤大由／渡邊勇大，仍以小組第四遭到淘汰。

#### 法國公開賽四強
廖敏竣／蘇敬恒組合從2019年開始，因為打法被對手摸透、並且因為搭配久了而漸趨保守，使兩人成績陷入瓶頸，上半年在國際賽難以晉級第二輪之後的賽事，為此他們在世錦賽前與教練討論改善的方式，讓兩人在8月舉行的世錦賽男雙比賽有所突破，成功晉級八強。同年10月，廖／蘇組合在法國公開賽接連戰勝美國、丹麥的對手，並在八強賽爆冷擊敗世界排名第四的嘉村健士／園田啟悟，最後在準決賽以直落兩局（18-21、21-23）輸給世界排名第一的吉德翁／蘇卡穆約，寫下2019年賽季最佳成績。

#### 拆夥
雖然2020年東京奧運受到新冠肺炎疫情影響延期，然而廖／蘇組合在奧運雙打資格排名第十七位，前面尚有另一組排名第七的台灣組合，根據奧運羽球比賽名額分配，二人排名必須在前八才能獲得第二個雙打名額，由於競爭難度太高，兩人所屬亞柏羽球隊希望兩人能拆夥各自帶領年輕球員。拆夥後，廖敏竣繼續留在亞柏，而蘇敬恒則選擇轉隊至中租企業羽球隊。

### 退役
2023年1月，廖敏竣於Instagram宣布退役。

## 主要比賽成績
只列出曾進入準決賽的國際賽事成績：
| 年份   | 賽事                     | 公開賽級別 | 項目     | 搭檔   | 成績   |
| ------ | ------------------------ | ---------- | -------- | ------ | ------ |
| 2009年 | 馬來西亞羽毛球國際挑戰賽 | 國際挑戰賽 | 男子雙打 | 吳俊緯 | 準決賽 |
| 2010年 | 印尼羽毛球黃金大獎賽     | 黃金大獎賽 | 男子雙打 | 吳俊緯 | 準決賽 |
| 2011年 | 世界大學生運動會羽球比賽 | 其他       | 混合團體 | －     | 銅牌   |
| 2011年 | 世界大學生運動會羽球比賽 | 其他       | 男子雙打 | 吳俊緯 | 銅牌   |
| 2013年 | 越南羽毛球國際挑戰賽     | 國際挑戰賽 | 男子雙打 | 楊博涵 | 冠軍   |
| 2013年 | 越南羽毛球國際挑戰賽     | 國際挑戰賽 | 混合雙打 | 陳曉歡 | 準決賽 |
| 2013年 | 大阪羽毛球國際挑戰賽     | 國際挑戰賽 | 男子雙打 | 黃柏睿 | 準決賽 |
| 2013年 | 大阪羽毛球國際挑戰賽     | 國際挑戰賽 | 混合雙打 | 陳曉歡 | 準決賽 |
| 2013年 | 越南羽毛球大獎賽         | 大獎賽     | 混合雙打 | 陳曉歡 | 亞軍   |
| 2014年 | 加拿大羽毛球大獎賽       | 大獎賽     | 男子雙打 | 曾敏豪 | 亞軍   |
| 2014年 | 美國羽毛球黃金大獎賽     | 黃金大獎賽 | 男子雙打 | 曾敏豪 | 準決賽 |
| 2014年 | 亞洲運動會羽毛球比賽     | 其他       | 男子團體 | －     | 銅牌   |
| 2015年 | 中國羽毛球大師賽         | 黃金大獎賽 | 男子雙打 | 曾敏豪 | 準決賽 |
| 2016年 | 瑞士羽毛球黃金大獎賽     | 黃金大獎賽 | 混合雙打 | 陳曉歡 | 準決賽 |
| 2016年 | 威爾斯羽毛球國際賽       | 國際挑戰賽 | 男子雙打 | 蘇敬恒 | 冠軍   |
| 2016年 | 愛爾蘭羽毛球公開賽       | 國際挑戰賽 | 男子雙打 | 蘇敬恒 | 亞軍   |
| 2017年 | 波蘭羽毛球公開賽         | 國際挑戰賽 | 男子雙打 | 蘇敬恒 | 準決賽 |
| 2017年 | 奧爾良羽毛球國際挑戰賽   | 國際挑戰賽 | 男子雙打 | 蘇敬恒 | 冠軍   |
| 2017年 | 芬蘭羽毛球公開賽         | 國際挑戰賽 | 男子雙打 | 蘇敬恒 | 冠軍   |
| 2017年 | 中國羽毛球大師賽         | 黃金大獎賽 | 混合雙打 | 陳曉歡 | 亞軍   |
| 2017年 | 越南羽毛球大獎賽         | 大獎賽     | 男子雙打 | 蘇敬恒 | 亞軍   |
| 2017年 | 荷蘭羽毛球大獎賽         | 大獎賽     | 男子雙打 | 蘇敬恒 | 冠軍   |
| 2017年 | 韓國羽毛球大師賽         | 大獎賽     | 男子雙打 | 蘇敬恒 | 準決賽 |
| 2018年 | 印尼羽毛球公開賽         | 超級1000賽 | 男子雙打 | 蘇敬恒 | 準決賽 |
| 2018年 | 中華台北羽毛球公開賽     | 超級300賽  | 男子雙打 | 蘇敬恒 | 亞軍   |
| 2019年 | 荷蘭羽毛球公開賽         | 超級100賽  | 男子雙打 | 蘇敬恒 | 準決賽 |
| 2019年 | 法國羽毛球公開賽         | 超級750賽  | 男子雙打 | 蘇敬恒 | 準決賽 |

| 2007-2017年 | 首要超級賽 | 超級賽 | 黃金大獎賽 | 大獎賽 | 國際挑戰賽 | 國際系列賽 | 未來系列賽 | 其他 |

| 2018-2026年 | 總決賽 | 超級1000賽 | 超級750賽 | 超級500賽 | 超級300賽 | 超級100賽 | 國際挑戰賽 | 國際系列賽 | 未來系列賽 | 其他 |

### 奧運會和世錦賽參賽紀錄
|          | 搭檔   | 2011 | 2012 | 2013 | 2014 | 2015 | 2016 | 2017 | 2018 | 2019 |
| -------- | ------ | ---- | ---- | ---- | ---- | ---- | ---- | ---- | ---- | ---- |
| 男子雙打 | 蘇敬恒 | －   | －   | －   | －   | －   | －   | 16強 | 16強 | 8強  |
|          |        |      |      |      |      |      |      |      |      |      |
| 混合雙打 | 陳曉歡 | 48強 | －   | 32強 | 32強 | 16強 | －   | 32強 | 48強 | －   |

## 外部連結
- 廖敏竣在世界羽球聯盟的登錄資料